# Damian Szojda

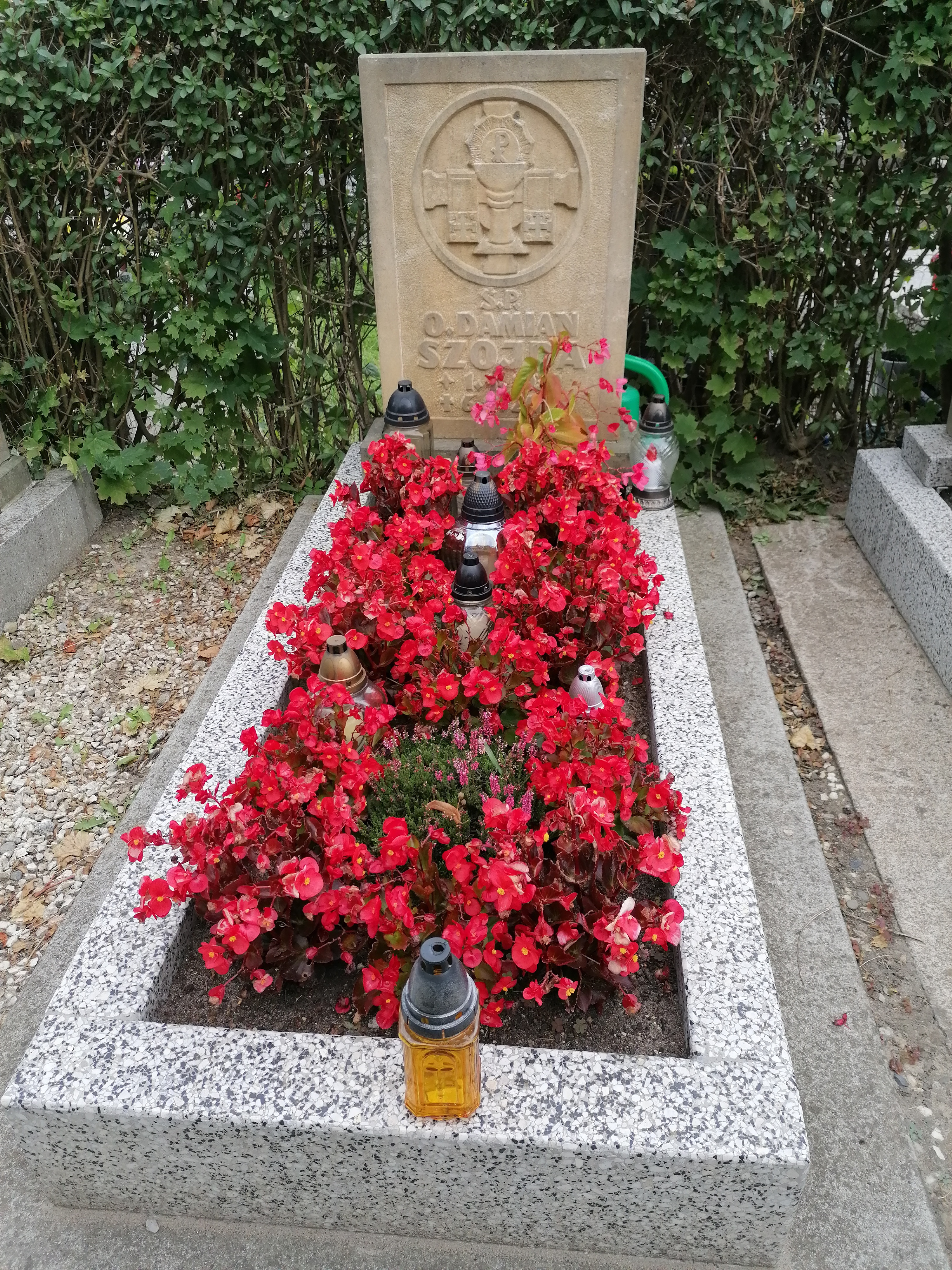
Nagrobek w Ligocie

Damian Henryk Szojda OFM (ur. 1 stycznia 1932 w Katowicach, zm. 6 września 2011 tamże) – biblista katolicki, tłumacz Pisma Świętego, franciszkanin, były prowincjał franciszkańskiej Prowincji Wniebowzięcia NMP w Katowicach.

## Życiorys
Pochodził z Katowic Panewnik. Urodził się w rodzinie Romana i Jadwigi z d. Kotas 1 stycznia 1932 roku. Uczył się w Niższym Seminarium Franciszkańskim w Nysie. Po zdaniu matury wstąpił do Zakonu Braci Mniejszych w Prowincji Wniebowzięcia NMP w Polsce 15 września 1949 roku, przyjmując imię zakonne „Damian”. Roczny nowicjat odbył w klasztorze w Kobylinie. Pierwszą profesję złożył 16 września 1950 roku. Następnie studiował filozofię w studium prowincjalnym w klasztorze w Opolu w latach 1950–1952. Na trwałe związał się z zakonem poprzez śluby wieczyste 16 września 1953 roku. Po odbyciu studiów teologicznych w seminarium w Panewnikach przyjął święcenia kapłańskie w kościele franciszkanów w Panewnikach z rąk ks. bpa Bernarda Czaplińskiego 6 lutego 1955 roku.
Studiował teologię biblijną na Katolickim Uniwersytecie Lubelskim. O. Szojda przetłumaczył z języka greckiego oba Listy do Tesaloniczan św. Pawła Apostoła, które znalazły się w opublikowanej w 1975 Biblii poznańskiej. Od 1958 roku wykładał w seminarium w Panewnikach.
18 lat pełnił funkcję ministra prowincjalnego swojej własnej prowincji zakonnej (lata 1973–1983 oraz 1991–1998). W tym czasie rozwinięto kontakty z prowincjałami innych prowincji zakonnych, m.in. austriackich i włoskich. Nastąpił również silny rozwój obecności zakonu na terenie byłego Związku Radzieckiego. 
Był wykładowcą historii i geografii biblijnej oraz wstępu do Pisma Świętego w Wyższym Seminarium Duchownym Braci Mniejszych w Katowicach. Był m.in. spowiednikiem w ostatnich latach życia gen. Jerzego Ziętka.
Szojda wyróżniony został w 2004 przez wojewodę śląskiego Lechosława Jarzębskiego Srebrnym Medalem Opiekuna Miejsc Pamięci Narodowej za upamiętnianie historycznych wydarzeń, postaci i obiektów. O. Szojda władał biegle językiem niemieckim. Zmarł w 2011 w Centralnym Szpitalu Klinicznym w Katowicach-Ligocie, pochowany w kwaterze franciszkanów na Cmentarzu Komunalnym przy ul. Panewnickiej.

## Ważniejsze publikacje
- Damian Szojda OFM. Symbolika wody w pismach św. Jana Ewangelisty i w Qumran. „Roczniki Teologiczne KUL”. 1, s. 105-121, 1966. Lublin: Towarzystwo Naukowe Katolickiego Uniwersytetu Lubelskiego. ISSN 1233-1457.
- Damian Szojda OFM: Woda żywa. W: Feliks Gryglewicz: Egzegeza Ewangelii św. Jana. Kluczowe teksty i tematy teologiczne. Wyd. 2. Lublin: Redakcja Wydawnictw KUL, 1992. ISBN 83-22802-63-3. Brak numerów stron w książce